# Alain Lemieuvre
Pour les articles homonymes, voir Lemieuvre.
Alain Lemieuvre est un footballeur français né le 21 décembre 1945 à Douvrin.

## Biographie

### Le joueur
Originaire du Pas-de-Calais, il commence tout naturellement sa carrière de footballeur au RC Lens. Après quelques matches en pro, on ne lui a pas donné sa chance. C'est pourquoi il est venu à Laval, un club amateur qu'on lui avait chaudement conseillé lors de son service militaire. Arrivé en septembre 1966, il participe sous les ordres de Michel Le Milinaire à la montée de CFA en D2, avant de céder sa place en équipe première en 1974.
Sous contrat amateur, il travaillait en parallèle chez Besnier, puis comme comptable pour l'entreprise Pouteau jusqu'en 1980.

### L'entraîneur
Après sa carrière au haut niveau, il joue au début des années 1980 dans la jeune équipe C du Stade Lavallois en D4 puis en DH, une équipe composée surtout de juniors (aujourd'hui nommés U19) voire de cadets (aujourd'hui U17) et de deux vétérans (lui-même et Alain Desgages). Tout en étant l'intendant du club, il devient entraîneur de cette équipe de 1982 à 1984. Il participe ainsi à l'éclosion de jeunes talents comme Christophe Ferron, Benoit Maurice ou Raouf Bouzaiene. Après un intermède de 7 ans à l'administratif du club, il reprend de nouveau en main en août 1991 l'équipe C qui évolue en DH. En 1993, il est secrétaire du Stade Lavallois qui évolue en Division 2. 
En 1996 il devient entraîneur de l'équipe du Bourny Laval qui évolue en DRH. Il est ensuite éducateur sportif à la maison d'arrêt de Laval en 1997. En 2000 il remporte avec l'équipe de Changé la Coupe du Maine.